# Mahasoabe (Vohipeno)
Mahasoabe è una città e comune del Madagascar situata nel distretto di Vohipeno, regione di Vatovavy-Fitovinany. 
La popolazione del comune rilevata nel censimento 2001 era pari a 6 896 unità.